# 沈盛妃
沈盛妃（1981年1月21日—），浙江宁波人，中国女子七项全能运动员。她曾获得1998年亚洲运动会和2002年亚洲运动会女子七项全能金牌。她也曾参加2004年夏季奥林匹克运动会，获得第27名。